# Campeonato Europeu de Beisebol de 1965
O Campeonato Europeu de Beisebol de 1965 foi a 9º edição do principal torneio entre seleções nacionais de beisebol da Europa. A campeã foi a Seleção Neerlandesa de Beisebol, que conquistou seu 7º título na história da competição. O torneio foi sediado na Espanha.

## Classificação
| Pos. | Equipe        |
| ---- | ------------- |
| 1    | Países Baixos |
| 2    | Itália        |
| 3    | Alemanha      |
| 4    | Espanha       |
| 5    | Suécia        |